# Daniel Aragay
Daniel Aragay (nacido el 10 de mayo de 1972 en la localidad de Tarrasa, Barcelona, España) es conocido por haber sido el coautor de la canción La Mirada Interior que representó al Principado de Andorra en el Festival de la Canción de Eurovisión 2005 y por ser un veterano podcaster.
También formó parte del jurado de primera edición de Operación Triunfo (España).

## Eurovisión y Operación Triunfo
En 1998 crea la web para fanes de Eurovisión Eurofestival.net, que gracias a su éxito consigue formar parte del jurado Operación Triunfo 2002 junto con José Luis Uribarri, Marcos Llunas entre otros.
A finales de 2004 presenta junto con Rafael Artesero y Rafael Fernández la canción La Mirada Interior en el programa de selección de la canción de Eurovisión del Principado de Andorra, siendo esta la ganadora de la gala.
Hasta el 2008 Daniel Aragay trabajará para la delegación andorrana llevando parte de la promoción, web de la delegación y seguimiento de las redes sociales.

## Podcasting
Después de haber colaborado en varias emisoras de radio (Ràdio Barcelona, Radio Club 25, Flaix FM) inicia en 2005 su incursión en el podcasting, siendo cofundador de la Asociación Podcast en 2005 y creador de los premios de la Asociación en 2010.
En la actualidad sigue produciendo podcasts propios en "Haciendo el Sueco" y ajenos para la compañía sueca QuickChannel como +Katapult o el del municipio sueco de Eskilstuna.

## Primera etapa en Suecia
En febrero de 2010 se traslada a Estocolmo, Suecia donde pone en marcha en septiembre de 2011 una campaña de Micromecenazgo para la cantante Anabel Conde (llamada también Financiación en masa) en Verkami con la que consiguió la financiación para su nuevo disco, titulado Toda una mujer y publicado en marzo de 2014.

## Etapa en San Francisco
En febrero de 2013 se traslada a San Francisco, Estados Unidos como voluntario para la asociación March for Equality, en ella produce varios videos para la derogación de la Ley de defensa del matrimonio y la Proposición 8 (California), siendo estas anuladas el 26 de junio de 2013. 

## Segunda etapa en Suecia
En julio de 2013 regresa a Suecia centrándose en la producción audiovisual.
En 2014 dirige su cortometraje "The Tuning Fork".
Entre 2014 y 2018 produce 4 videoclips para el cantante sueco Erik Toro: "If I pray" (2014), "The Right" (2014), "Fly" (2016), "Good Heart" (2018).
En 2016 trabaja como cámara para el documental "Second Chance" del director Gabriel González-Andrío.
En 2017 publica sus memorias sobre Eurovisión y Operación Triunfo tituladas "Yo fui a Eurovisión... y más de una vez" donde narra sus vivencias en Operación Triunfo y el haber formado parte de la delegación de Andorra en Eurovisión durante 4 años.
Ese mismo año inicia la filmación de un documental titulado "HIV: Uncovered", actualmente en fase de posproducción.
Participó en el podcast "Plantados en Estocolmo" como técnico de sonido. Participando como tertuliano en programas como " Las medidas ,proporciones y rabos de sangre en Suecia" o "Abba y el blancamiento anal".